# Southampton City Art Gallery
La Southampton City Art Gallery est une galerie d'art située à Southampton, dans le sud de l'Angleterre. Elle est située dans le quartier Civic Centre sur Commercial Road.
Les points forts de la collection permanente comprennent un retable du XIVe siècle siècle d'Allegretto Nuzi, de l'italien Giambattista Pittoni ; la série Persée de Edward Burne-Jones ; des peintures du Camden Town Group, de William Etty (Le Monde avant le Déluge), et du London Group ; des sculptures de Jacob Epstein, Auguste Rodin, Edgar Degas, Henri Gaudier Brzeska, Richard Deacon et Tony Cragg ; et des photographies de Richard Long.